# سیارک ۱۱۴۰۹
سیارک ۱۱۴۰۹ (به انگلیسی: 11409 Horkheimer، نامگذاری:1999FD9) یازده هزار و چهارصد و نهمین سیارک کشف شده‌است که در ۱۹ مارس ۱۹۹۹ کشف شد.
قدر مطلق سیارک برابر ۱۲٫۹۰ است.